# Bandera (Teksas)
Bandera – miasto w Stanach Zjednoczonych, w stanie Teksas, w hrabstwie Bandera. W 2000 liczyło 957 mieszkańców.
Miasto zostało założone w 1853. Nazwa wywodzi się od pobliskiej przełęczy Bandera, co w języku hiszpańskim oznacza flagę. W 1856 przybyło pierwsze szesnaście polskich rodzin. Leopold Moczygemba wspomógł w zorganizowaniu miejscowej polskiej parafii rzymskokatolickiej, drugiej najstarszej w Stanach Zjednoczonych po tej w miejscowości Panna Maria. W hrabstwie Bandera polscy osadnicy, głównie z Górnego Śląska odcisnęli piętno, upamiętnione poświęconym im pomnikiem, odsłoniętym w 2010 w nadmorskim Indianola, nieistniejącym już porcie.